# 1-й Волоколамский проезд
Пе́рвый Волокола́мский прое́зд — улица на северо-западе Москвы в районе Щукино Северо-Западного административного округа между улицей Маршала Конева и 3-м Волоколамским проездом.

## Происхождение названия
Назван в 1958 году по Волоколамскому шоссе.

## Описание
1-й Волоколамский проезд начинается недалеко от железнодорожных линий Малого кольца МЖД (перегон «Пресня-Товарная»—«Серебряный бор») проходит сначала от путей, а затем поворачивает на северо-запад параллельно железной дороге, слева от него отходят улица Маршала Конева и 3-й Волоколамский проезд. Заканчивается, выходя на 2-й Пехотный переулок.

## Учреждения и организации
по нечётной стороне:
- № 9, корпус 1 — школа № 7 (для детей с девиантным поведением); начальная школа «Международная школа интеграция XXI век»;
- № 9, корпус 2 — Первый Московский завод радиодеталей, детский сад № 134;

по чётной стороне:
- № 6 корпус 1 — Научно-производственная фирма «Мади-Практик»; Национальное агентство безопасности;
- № 8 корпус 1 — отделение связи № 123436;
- № 10 — Бизнес-центр «Диапазон», до реконструкции, проведённой в 2004—2006 гг. — Первый Московский завод радиодеталей. В 2006-2008 гг. носил название Science & Technology Park.[1] Здесь расположены офисы таких компаний, как Лаборатория Касперского, ZeptoLab, Luxoft, Nival, Тинькофф банк, издательство «Космопресс», Европейский индустриальный банк.